# Spilanthinae
Spilanthinae Panero, 2005 è una sottotribù di piante spermatofite dicotiledoni appartenenti alla famiglia Asteraceae (sottofamiglia Asteroideae, tribù Heliantheae).

Il nome scientifico della sottotribù è stato definito per la prima volta dal botanico contemporaneo José L. Panero (1959-) nella pubblicazione "Phytologia; Designed to Expedite Botanical Publication. New York 87(1): 9" del 2005.

## Descrizione
L'habitus delle piante di questa sottotribù consiste in erbe erette o decombenti con cicli biologici annuali o perenne. Qualche volta nei nodi possono essere presenti delle radici. Raramente si tratta di arbusti rampicanti.
Le foglie lungo il fusto sono disposte in modo opposto. Il contorno della lamina è da lineare a ovato, qualche volta è reniforme; in genere non è lobato. La superficie della lamina si presenta trinervata. Le foglie sono subsessili o picciolate.
Le infiorescenze sono composte da capolini peduncolati, discoidi o radiati in posizione terminale o ascellare; sono solitari o raggruppati in semplici cime. I peduncoli talvolta possono essere fistolosi. I capolini sono formati da un involucro composto da diverse squame (o brattee) al cui interno un ricettacolo fa da base ai fiori di due tipi: quelli esterni del raggio e quelli più interni del disco. Gli involucri hanno una forma da campanulata a emisferica. Le squame subuguali (raramente dimorfiche) sono disposte su 1 - 5 serie; la consistenza è perlopiù erbacea (in alcuni casi alla base sono coriacee). Il ricettacolo ha una forma da convessa a conica (che si sviluppa specialmente con l'età); in genere è provvisto (raramente è privo) di pagliette a protezione della base dei fiori, la consistenza è cartacea, raramente coriacea e la base è leggermente decorrente.
I fiori sono tetraciclici (a cinque verticilli: calice – corolla – androceo – gineceo) e pentameri (ogni verticillo ha 5 elementi). I fiori del raggio sono femminili e fertili; le corolle sono colorate di porpora, giallo-arancione o bianco. I fiori del disco sono ermafroditi e fertili; le corolle sono pentamere (raramente tetramere) e sono prive di fasci fibrosi vascolari; il colore è violaceo, bianco o giallo.
L'androceo è formato da 5 stami (raramente 4) con filamenti liberi e antere saldate in un manicotto circondante lo stilo.  Le antere sono colorate di marrone o nero. Le appendici sono a forma ovata o deltata con o senza ghiandole
Il gineceo ha un ovario uniloculare infero formato da due carpelli.. Lo stilo è unico e con due stigmi nella parte apicale; possiede inoltre due fasci vascolari. Le superfici stigmatiche degli stigmi sono fuse. Gli apici degli stigmi sono acuti e papillosi, ma privi di appendici.
I frutti sono degli acheni con pappo. Gli acheni dei fiori del raggio sono obcompressi (tangenzialmente appiattiti), a sezione triangolare, a forma obovoide e con superfici da sparsamente a densamente cigliate (le punte dei tricomi si incurvano con l'età). Gli acheni dei fiori del disco sono radialmente compressi, le forme sono rotondeggianti con sezioni triangolari, quadrate o debolmente rombiche, raramente a contorni definiti; qualche volta sono alati o striati (con coste). Il colore è nero o marrone. La superficie può essere tipo sughero, cigliata, glabra o sparsamente pubescente. Il pappo è formato da una piccola corona o da singole scaglie fuse in un anello sul collo dell'achenio o più comunemente è formato da 2 - 3 snelle scaglie in continuazione delle ali, talvolta intramezzate da squamelle.

## Distribuzione e habitat
La maggior parte delle specie della sottotribù si trovano nei tropici del Nuovo Mondo (zone pantropicali e neotropicali), ma alcune specie di Acmella e Spilanthes sono endemiche delle corrispondenti zone tropicali e subtropicali delle regioni del Vecchio Mondo.

## Tassonomia
Questo gruppo è di recente costituzione (2005) e non tutte le checklist lo riconoscono (o sono state aggiornate).

La sottotribù attualmente comprende 5 generi e circa 50 specie.
| Genere                       | N. specie                          | Distribuzione                                      |
| ---------------------------- | ---------------------------------- | -------------------------------------------------- |
| Acmella Rich. ex Pers., 1807 | 30 spp.                            | Principalmente nel Nuovo Mondo (zone pantropicali) |
| Oxycarpha S.F. Blake, 1918   | 1 sp. (O. suaedifolia S.F. Blake ) | Venezuela                                          |
| Salmea DC., 1813             | 10 spp.                            | Zona Neotropicale (Centro e Sud America)           |
| Spilanthes Jacq., 1760       | 6 spp.                             | Nuovo Mondo (zone pantropicali)                    |
| Tetranthus Sw., 1788         | 2 - 4 spp.                         | Caraibi                                            |

Il numero cromosomico delle specie di questa sottotribù varia da 2n = 24 a 2n = 36.

### Filogenesi
Da un punto di vista filogenetico le Spilanthinae sono “gruppo fratello” delle Zinniinae e morfologicamente condividono con esse la disposizione opposta delle foglie lungo il caule, i peduncoli dei capolini molto allungati e i caratteristici ricettacoli conici; mentre differiscono per la mancanza delle corolle dei fiori del raggio presto marcescenti.

### Chiave per i generi
Per meglio comprendere ed individuare i vari generi della sottotribù l'elenco seguente utilizza il sistema delle chiavi analitiche:
- Gruppo 1A: i capolini contengono 4 fiori;

genere Tetranthus.
- Gruppo 1B: i capolini contengono più di 4 fiori;

- Gruppo 2A: gli acheni hanno una superficie fortemente striata o innervata; il pappo è formato da una corona biancastra, qualche volta con singole scaglie;

genere Oxycarpha.
- Gruppo 2B: gli acheni e il pappo si presentano diversamente;

- Gruppo 3A: le foglie sono subsessili, raramente sono picciolate; gli acheni sono alati o con ampi bordi tipo sughero, qualche volta lacerati e terminati in scaglie;

genere Spilanthes.
- Gruppo 3B: le foglie sono picciolate; gli acheni sono debolmente alati o con stretti bordi tipo sughero;

- Gruppo 4A: l'habitus delle piante è di tipo erbaceo; le foglie hanno delle sottili lamine; i capolini sono discoide o radiati; le corolle sono gialle o bianche;

genere Acmella.
- Gruppo 4B: l'habitus delle piante è formato da fitti arbusti, talvolta rampicanti; le foglie hanno una consistenza coriacea; i capolini sono discoidi; le corolle sono bianche, raramente bianche-violacee;

genere Salmea.

## Alcune specie

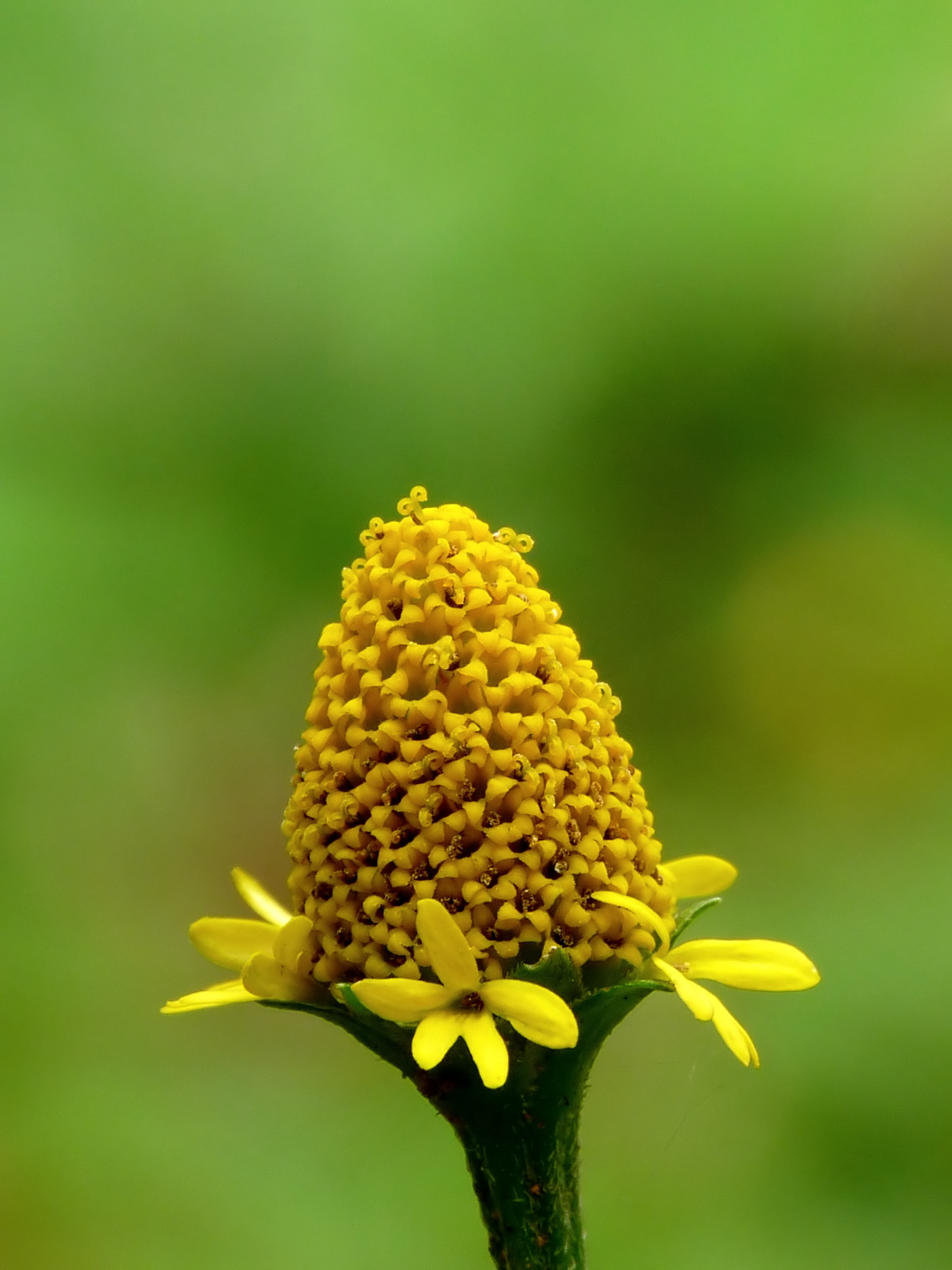
Acmella ciliata
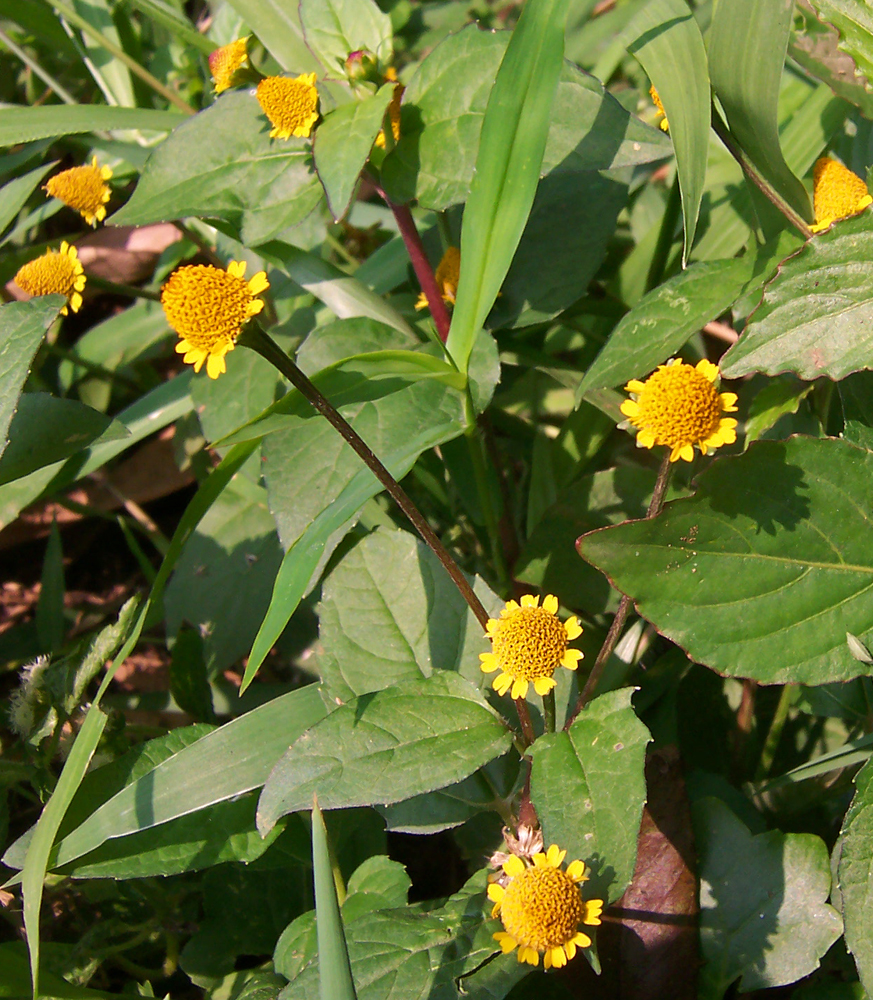
Acmella paniculata
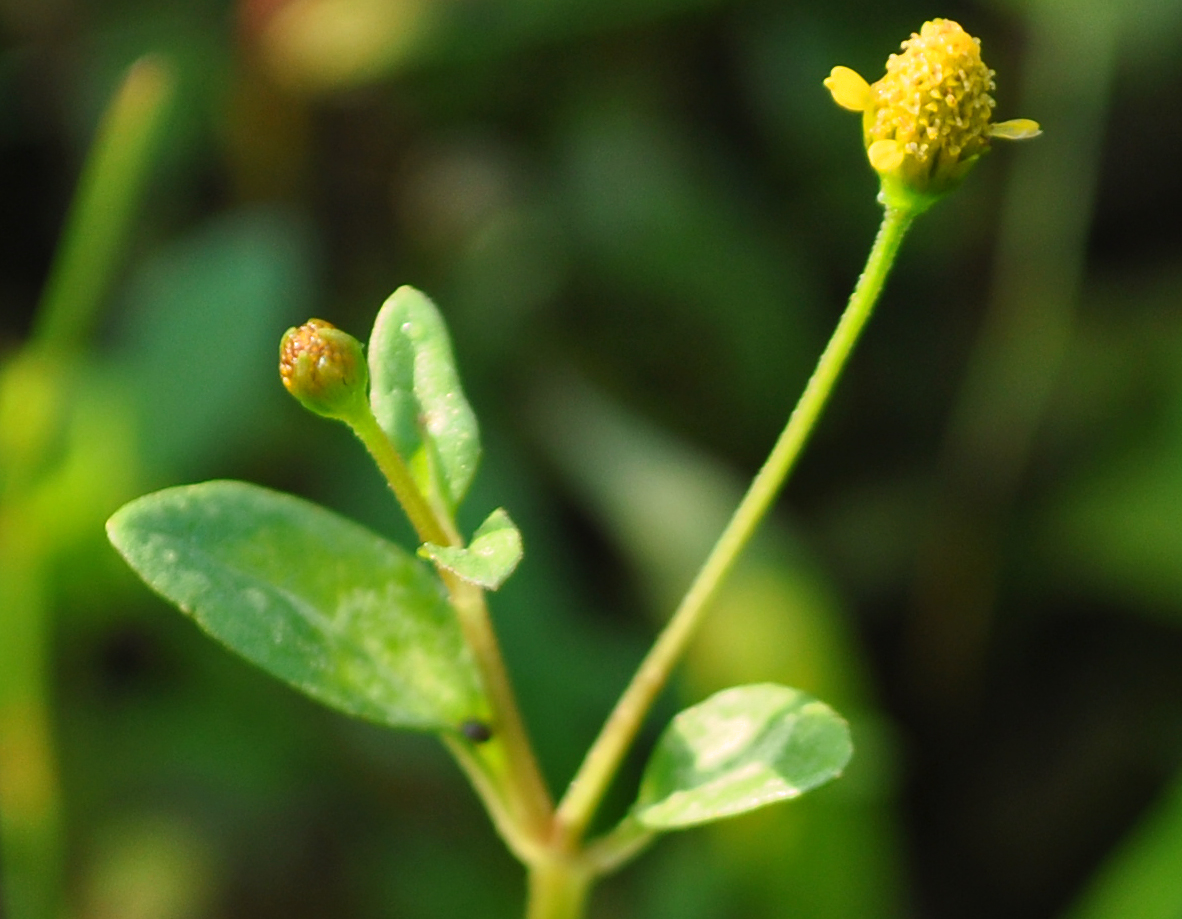
Acmella ulginosa